# Hotel Polski we Włocławku
Hotel Polski we Włocławku – zabytkowy, klasycystyczny zespół budynków, pełniący funkcje hotelowe oraz handlowo-usługowe. Najstarszy gmach kompleksu został wzniesiony w drugiej połowie XVIII wieku. Obecnie mieści się tu 4-gwiazdkowy Hotel Rozbicki wraz z pracownią cukierniczą.

## Architektura i historia zespołu

### Gmach wolno stojący, 1772-1867
Hotel Polski stanowi zespół piętrowych budynków zamkniętych w obrębie ulic 3 Maja 40, Przedmiejskiej 19, Brzeskiej 31 i Placu Wolności 5. Budynki były wiele razy przebudowane, jednak nigdy nie zmieniono ich bryły, zachowując ich harmonijny, klasycystyczny kształt. Częstym zmianom ulegały natomiast elewacje frontowe budynków.
Najstarszym budynkiem zespołu jest gmach przy ul. Plac Wolności 5. Wymienia się go już w Rozporządzeniu Komisji Dobrego Porządku z 1787 roku, jako oberżę Mateusza Gładyszewskiego. Portal Hotelu Rozbicki podaje, zbudowano go w 1772 roku. Plac ten posiadał numer hipoteczny 292. Począwszy od Księgi Ludności Stałej miasta Włocławek z 1903 roku otrzymał nowy numer hipoteczny 467. Do 1840 roku był to pojedynczy murowany dom kryty dachówką, z wejściem od Placu Saskiego (ob. Placu Wolności). Budynek posiadał bramę wjazdową, która dziś znajdowałaby się w jego środkowej części. Posiadał też zagospodarowania gospodarcze i ogród warzywny. Pierwotnie budynek był parterowy, z czasem dobudowano drugą kondygnację.
W latach 40. XIX wieku ówczesny właściciel hotelu Wojciech Jabłoński rozbudował go, dobudowując parterowe skrzydło na obecnym rogu Placu Wolności i ulicy 3 Maja. Przy ul. 3 Maja wzniósł budynki gospodarcze, m.in. spichrz, wozownię i murowaną stajnię, przylegające do pierwotnej oberży. Od ulicy 3 Maja budynek posiadał dwie bramy. Stajnie mogły pomieścić ok. 100 koni. Według umowy o sprzedaży z 1858 roku, budynek posiadał dach kryty holenderską dachówką i dwa kominy; brukowaną bramę prowadzącą na dziedziniec, którym wchodziło się do mieszkań na parterze i schodami na piętro oraz rynsztok kryty balami. Mieszkania posiadały sufit z desek. Sufit i ściany były bielone wapnem. Stan podłogi z desek oceniono jako dobrą, choć zużytą. Do każdego z pokoi na parterze, jak i na piętrze można było również dojść korytarzem.

### Rozbudowa i połączenie skrzydeł Hotelu, 1867-ok. 1900
W latach 1867–1870 państwo Wesołowscy, biorąc w tym celu pożyczkę, dokonali kolejnej rozbudowy hotelu, stawiając murowane skrzydła przy ul. Brzeskiej i 3 Maja. W tym celu zburzono stajnie i wozownie przy ul. 3 Maja. Wbrew pierwotnym planom, skrzydło posiadało tylko jedną kondygnację. Przez przeszło kolejne sto lat będzie to jedyna część zespołu o zabudowie parterowej. Na dziedzińcu kompleksu wzniesiono cembrowaną studnię z kołem. Przy ul. Brzeskiej mieścił się wcześniej nieduży drewniany dom, w którym wg Zdzisława Arentowicza w połowie XIX wieku mieszkali inwalidzi rosyjscy. Z kolei w artykule opublikowanym na łamach Życia Włocławka i Okolicy, Arentowicz podaje, że w domku mieściła się karczma, w której melodje skocznych kujawiaków, wygrywane na skrzypcach przez grajków, biorących od kawałka po 3 grosze, a urzędujących całą niedzielę gorszyły niejednokrotnie uczestników procesyj na cmentarzu klasztornym.
Do kompleksu budynków należał też dom przy ul. Przedmiejskiej wraz z zabudowaniami gospodarczymi. Tylna ściana domu była murowana, zaś frontowa drewniana z bali. Aż do XXI wieku była to jedyna część kompleksu, która posiadała piwnicę. Początkowo mieściły się tam m.in. stajnia i dwie wozownie. W 1862 r. dom nabyli Józefat i Balbina Wesołowscy, właściciele Hotelu Polskiego. Wybudowali oni w jego miejsce piętrowe, murowane skrzydło zespołu hotelowego. Pozostawili oni w tym miejscu wozownie, które funkcjonowały tu do końca XIX wieku.
W końcu XIX wieku postawiono murowany narożnik w rogu ul. Brzeskiej i Przedmiejskiej, który połączył wszystkie skrzydła Hotelu, tworząc od tej pory zamknięty czworobok.

### Późniejsze przebudowy
W dobie Polskiej Rzeczypospolitej Ludowej budynek zaczął niszczeć. W latach 1978–1988 dokonano przebudowy i remontu kompleksu, przywracając mu klasycystyczną formę i oszczędny styl architektoniczny. M.in. wyburzono prowizoryczne ściany działowe na parterze i zaadaptowano na cele mieszkaniowe poddaszu głównego gmachu przy placu Wolności, tworząc w nich facjaty. Skrzydło przy ul. 3 Maja zyskało drugą kondygnację, wyrównując tym samym swoją wysokość w stosunku do reszty zespołu. Przy okazji prac przeprowadzono badania nad ustaleniem chronologii budowy poszczególnych części kompleksu. W 1988 roku za dokonaną przebudowę Wojewódzkie Przedsiębiorstwo Turystyczne Wisła otrzymało nagrodę I stopnia w konkursie na najlepszego użytkownika obiektu zabytkowego.
W latach 2011–2015 Andrzej Rozbicki dokonał gruntownego remontu gmachu, obejmujący m.in. wzmocnienie stropu czy wymianę dachu. Wyremontowano piwnice pod południowo-zachodnim narożnikiem gmachu i zbudowane nowe piwnice pod pozostałą częścią gmachu, która była ich pozbawiona. Stworzono piwnicę pod dziedzińcem Hotelu, w którym znajduje się sala konferencyjna. Zmieniono także układ lukarn, ponieważ w odczuciu projektantów poprzednie powodowały, że dach wydawał się zbyt ciężki. Remontu dokonała firma Mariusza Przybylskiego.
W opinii kierownika włocławskiej delegatury konserwatora zabytków Danuty Walczewskiej, remonty z lat 1978–1988 i 2011-15 sprawiły, że budynek nie przypomina już oberży Mateusza Gładyszewskiego z XVIII wieku, aczkolwiek wygląda czyściej i porządniej.
5 czerwca 1985 roku zespół budynków został wpisany do Rejestru Zabytków.

## Oberża, Zajazd i Hotel

### U schyłku I Rzeczypospolitej i w okresie zaborów
Rozporządzenie Komisji Dobrego Porządku z 1787 roku informuje, że w najstarszym z budynków zespołu przy obecnym placu Wolności 5 mieściła się oberża posła na sejm i kupca zbożowego Mateusza Gładyszewskiego (1758-1822). Wówczas położona była poza miastem, przy uczęszczanych szlakach komunikacyjnych, dzięki czemu służyła nie tylko mieszkańcom, ale też podróżnym. Wśród nich byli uczestnicy zjazdów szlachty kujawskiej, które miały miejsce w sąsiednim Klasztorze. Gładyszewski nie prowadził oberży osobiście, ale dzierżawił ją innym. Powstanie oberży pełniącej funkcję szlacheckiego zajazdu wpisuje się w ogólnopolski trend z końca XVIII wieku.
W 1810 r. otworzono tu Zajazd Polski, przemianowany później na Hotel Polski. Wówczas jego właścicielem był wciąż Mateusz Gładyszewski. W 1823 r. jego syn Jan Gładyszewski (ok. 1791 lub 1794-1830), z zawodu podporucznik, a od 1822 r. kapitan artylerii konnej Wojsk Polskich, odsprzedał go Wojciechowi Jabłońskiemu (1791-1849). W 1853 r. dom nabyła jego córka Zuzanna Kapica (1822-1873). W 1858 r. sprzedała go Józefatowi Grzegorzowi (1821-1908) i Balbinie z Maciejewskich Wesołowskim (1827-1899). Po tej sprzedaży Kapicowa do końca życia utrzymywała się z własnych funduszy. W tym czasie budynek posiadał cztery mieszkania na parterze (po dwa na jedno skrzydło), 10 mieszkań na piętrze i dwie kuchnie (jedna angielska i jedna „zwyczajna”). Dziewięć pokoi posiadało piece kaflowe, a jeden piec ceglany. Hotel Polski odpowiadał na ogólnopolskie trendy w hotelarskie. Główną klientelą byli podróżni, poszukujący pokojów o skromnym urządzeniu wnętrza. Jest to okres największej popularności Hotelu. Był on też wówczas świadkiem ważnego wydarzenia – 14 listopada 1886 roku w Sali Bankietowej Hotelu odbyło się pierwsze walne zebranie Włocławskiego Towarzystwa Wioślarskiego.
W 1897 roku kompleks przeszedł w posiadanie spadkobierców państwa Wesołowskich. W 1919 roku Wacław Wesołowski (1866-1919), syn Józefata i Balbiny podarował część budynku Towarzystwu Lekarskiemu Warszawskiemu, by zapewnić wsparcie na badania naukowe. Rocznik Adresowy Królestwa Polskiego na Rok 1902 podaje, że właścicielami Hotelu Polskiego byli Józef Mierzwiński (1864-1939), ziemianin z Jaworzyny i Edmund Sauter. Kolejne publikacje z lat 1903–1905 wymieniają jako właściciela już tylko Mierzwińskiego. Podają też, że w hotelu mieści się skład win i restauracja. Księga Adresowa Królestwa Polskiego na Rok 1910 wymienia jako właścicielkę Zofię Bevensee, wł. Halinę Zofię Mierzwińską ur. Bevensee (1876-1941) z Warszawy, żonę Józefa Mierzwińskiego. Doprecyzowuje też, że właścicielem hotelowej restauracji był Aleksander Brodzikowski (1853-1936). Pochodzący z podwarszawskiej Pragi Brodzikowski, który z zawodu był tokarzem, przybył do Włocławka między 1886 a 1892 rokiem. Metryka z 1892 roku określa go jeszcze jako kupca, a już metryka z 1897 roku jako właściciela restauracji.

### W dwudziestoleciu międzywojennym
W okresie dwudziestolecia międzywojennego właścicielem Hotelu Polskiego był Jan Mięgoć. Akta prowadzonego przez niego przedsiębiorstwa w Sądzie Okręgowym we Włocławku obejmują lata 1917–1935. Widnieje on w Księgach Adresowych Polski (wraz z w. m. Gdańskiem) dla handlu, rzemiosł i rolnictwa z lat 1926/27-29, a także w Spisie abonentów Państwowych i Koncesjonowanych Sieci Telefonicznych w Polsce na lata 1931/32 i 1932/33. Jeszcze w 1938 roku Dziennik Bydgoski poleca Hotel Polski, będąc wciąż własnością Jana Mięgocia. W tym czasie przykładano dużą wagę do prowadzenia restauracji, zgodnie z mieszczańskimi trendami tego okresu.

### W Polskiej Rzeczypospolitej Ludowej
W okresie PRL-u Hotel Polski przestał funkcjonować. Część gmachu zaadaptowano na mieszkania czynszowe, pozostałe pełniły funkcje usługowe. Jest to jedyny okres w historii budynku, w którym nie świadczył on usług hotelarskich.
W latach 1978–1988 przeprowadzono remont budynku, który miał na celu m.in. przywrócenie mu funkcji hotelowych. Po jego zakończeniu mieścił się tu 3-gwiazdkowy hotel Zajazd Polski, zarządzany przez Wojewódzkie Przedsiębiorstwo Turystyczne Wisła. Gościniec mógł przyjąć 83 gości, posiadał też 3 apartamenty. Mieściły się tu wówczas m.in. restauracja z recepcją (w gmachu głównym), biuro obsługi ruchu turystycznego (róg 3 Maja i Przedmiejskiej), Pewex (róg Przedmiejskiej i Brzeskiej), coctail bar i winiarnia. Na wybrukowanym kamieniami dziedzińcu odrestaurowano żeliwną pompę wodną.

### W III Rzeczypospolitej i obecnie
Wojewódzkie Przedsiębiorstwo Turystyczne Wisła splajtowało jesienią 1999 roku. W jej miejsce utworzono Przedsiębiorstwa Hotelarskie Kujawy-Zajazd Polski (obecnie Hotele Włocławek Sp. z o.o.), w którym 75% udziałów należało do Skarbu Państwa, zaś pozostałe 25% do wierzycieli dawnej Wisły, m.in. Urzędów Miast Włocławek i Lipno, Wojewódzkiego Funduszu Ochrony Środowiska i Powszechnego Zakładu Ubezpieczeń w Gdańsku. W tym czasie Zajazd Polski mógł podjąć 71 gości. 25 marca 2010 roku 76% udziałów Przedsiębiorstwa zostało wystawione na aukcję przez Ministerstwo Skarbu Państwa. Cenę wywoławczą ustalono na 4,8 mln złotych. Udziały nabyło Przedsiębiorstwo Produkcyjno-Handlowe Daniel, którego właścicielem jest Andrzej Leszek Rozbicki (ur. 1963), m.in. właściciel Hotelu Młyn we Włocławku. Wartość zakupu wyniosła 11 mln złotych. Oprócz Hotelu Polskiego objęły one też Hotel Kujawy. Pozostałe 24% udziałów w spółce należą obecnie do spółki Grupy Budizol powiązanej z Romanem Edwardem Stanisławskim (ur. 1960), Urzędów Miast Włocławka i Lipna oraz Wojewódzkiego Funduszu Ochrony Środowiska.
W 2016 roku otworzono 4-gwiazdkowy Hotel Rozbicki. Znajdują się w nim 53 apartamenty z aneksem kuchennym, urządzone w stylu małych prywatnych mieszkań oraz 2 pokoje jednoosobowe i 9 pokoi dwuosobowych bez aneksu kuchennego.

## Lokale handlowo-usługowe

### 3 Maja 40
W budynkach przy ul. Brzeskiej, Przedmiejskiej i 3 Maja począwszy od XIX wieku mieszczą się lokale usługowe.
Budynki przy ul. 3 Maja, wzniesione w latach 40. XIX wieku jako murowaną stajnię i wozownię, początkowo dzierżawiono na potrzeby poczty. Zlikwidowano je w latach 60. XIX wieku, gdyż były w bardzo złym stanie. Poczcie dzierżawiono też dwie drewniane wozownie i stajnie znajdujące się przy ul. Przedmiejskiej, które później wynajęto wojsku rosyjskiemu.
W Księdze adresowej dla przemysłu, handlu i rolnictwa z 1916 roku widnieje pod tym adresem firma Gold. Drogen und Farben – mat. apteczne i farby prowadzona przez Anczela Golda (1868-1941) (od 1928 r. jako A. Gold, sprzedaż i marchands). Według Ksiąg adresowych z 1922 i od 1928 roku mieściła się tu firma Prawda, Szyja. Sprzedaż towarów kolonialnych (od 1928 r. także towarów tabacznych), założona w 1888 roku (wymieniana też w Spisie abonentów z 1932/33 r. oraz w Spisie Właścicieli Kont Czekowych w Pocztowej Kasie Oszczędności na 1935, 1936 i 1938 rok). Właścicielami spółki byli Michał Mendel Brejtsztejn (1883-?) i Jakub Złotnik. Analogiczne wydawnictwa z lat 1926/27 i od 1928 odnotowują w tym miejscu firmy zegarmistrza i jubilera Arona Herzberga (1888-po 1939) (istniała w latach 1917–1935) oraz Wulfa Boka (1871-?) oferującą usługi krawieckie i sprzedaż ubrań (wg źródeł począwszy od 1928 r. sklep zajmował również lokal przy ul. Przedmiejskiej 11). Wydawnictwo z 1928 r. po raz pierwszy notuje w tym miejscu firmy rzeźnika Aleksandra Manke (1897-1961) i piwiarnię A. Strzyka. W kolejnym roku, oprócz wymienionych wcześniej, pojawia się pod tym adresem przedsiębiorstwo Władysława Brzechwy (1862-?) oferujące sprzedaż butów. W księdze adresowej z 1930 r. oprócz poprzednich pojawiają się niewymieniane wcześniej firmy: zakład fryzjerski Józefa Kolanowskiego (1889-1970) i przedsiębiorstwo H. Niewulisa oferująca sprzedaż win i towarów kolonialnych. W aktach Sądu Okręgowego we Włocławku znajdują się dokumenty rejestracyjne firmy oferującej sprzedaż towarów kolonialno-spożywczych, której właścicielem był Józef Niewulis. Dawniejszym jej właścicielem był Ludwik Jan Borzęcki. Z akt wynika też, że Adam Niewulis prowadził w tym budynku cukiernię i kawiarnię Europa. Księga adresowa Polski z 1937 roku wylicza pod tym adresem firmy rzeźnika Manke, fryzjera Kolanowskiego i skład farby A. Golda. Wydany w roku następnym Spis Abonentów podał przedsiębiorstwo rzeźnika Manke (tu jako filię) oraz Centralny skład materiałów aptecznych i farb, ale już jako własność Stanisława Bartkowskiego. Ostatnie przedwojenne wydanie Spisu Abonentów z 1939 roku wymienia filię rzeźni A. Manke i skład apteczny S. Bartkowskiego, a także po raz pierwszy sklep z owocami Anieli Kochaniuk. Sklep z wyrobami tytoniowymi figuruje jako własność Józefa Kłodawskiego. Swój zakład fryzjerski miał prowadzić w tym miejscu także Józef Kott (1885-1943). Międzywojenny Sąd Okręgowy we Włocławku zarejestrował przy ul. 3 Maja 40 we Włocławku też przedsiębiorstwa: handlarza mlekiem Kazimierza Mielczarskiego i sklep z łokciowizną Włókno Icka Dawidowicza i spółki.
W pierwszych latach po II wojnie światowej Rejonowy Urząd Likwidacyjny we Włocławku odnotował pod tym adresem sklep spożywczo-kolonialny Ireny Kozłowskiej oraz owocarnię Ireny i Zygmunta Bartkowskich. Jednocześnie Zygmunt Bartkowski zarejestrował w Sądzie Okręgowym we Włocławku skład materiałów mydlarskich i farb, także przy ul. 3 Maja 40.

### Przedmiejska 19
W latach 60. XIX wieku państwo Wesołowscy wydzierżawili murowane już wówczas skrzydło hotelu przy ul. Przedmiejskiej na potrzeby rosyjskiego wojska. W tym czasie, do końca XIX wieku nadal znajdowały się tu dwie wozownie i stajnia. Zdzisław Arentowicz w swojej pracy pt. Z dawnego Włocławka podaje, że Rosjanie układali zwały nawozu z mieszczących się tam stajni wprost na ulicę, co utrudniało dojście do pobliskiego Kościoła. W latach 80. XIX wieku mieściła się tu piekarnia, w której wypiekano i sprzedawano pierniki.
Spisy Abonentów sieci telefonicznych z 1938 i 1939 roku podają, że przy ul. Przedmiejskiej 19 prowadził swój zakład magister farmacji Antoni Moszczyński (ok. 1850-1939). Prywatnie Moszczyński był mężem Marii Rozalii Wesołowskiej (1852-1926), córki Józefata i Balbiny Wesołowskich, a tym samym jednej ze spadkobierczyń Hotelu Kujawskiego.
W okresie dwudziestolecia międzywojennego zainstalowano to fotoplastykon, tj. okular lornetowy wmurowany w ścianę budynku. Za drobną opłatą można było w nim oglądać widoki miast Europy i świata. Andrzej Winiarski opisał fotoplastykon w swoich wspomnieniach pt. Włocławskie zapiski Andrzeja W. W jego opinii w latach 50. i 60. XX wieku był dużą, choć jedną z nielicznych atrakcji Włocławka i ustawiały się do niego duże kolejki. Fotoplastykon funkcjonował do lat 60. XX wieku.

### Brzeska 31
W okresie międzywojennym, w części budynku od strony ul. Brzeskiej mieścił się zakład Wacława Walentego Rokickiego (1857-1932) prowadzący sprzedaż trumien. Wymieniają go Księgi adresowe Polski z lat 1926/27-1930. Akta Sądu Okręgowego dot. firmy Rokickiego obejmują lata 1917–1932.

### Plac Wolności 5
Główny gmach Zajazdu przy placu Wolności także pełnił funkcje usługowe. W połowie XIX wieku na parterze gmachu mieściła się oberża Wesołowskich i sklep. Roczniki Adresowe Królestwa Polskiego z lat 1903–1905 podają, że można tu było wynająć powóz. Księga adresowa z 1916 roku podaje, że mieściła się tu Spółka Kujawska – Stowarzyszenie Spożywcze. Kalendarz Kujawianin na 1917 rok wymienia ją jako Spółka Kujawska – Kooperatywa Bławatna. W dwudziestoleciu międzywojennym funkcjonowała w tym samym miejscu jako Manufaktura Bławatna na Kujawach (w Księdze Adresowej Polski z lat 1928–1929 i Spisie abonentów z 1931/32 roku firma figuruje jako Bławat na Kujawach Sp. z o.o., manufaktura – tissus). W tym czasie znajdowały się tu także Kujawski Okręgowy Związek Kół Rolniczy oraz otworzona w 1917 roku Księgarnia Kujawska, która pełniła też funkcje wydawnictwa i salonu literackiego. Właścicielami Księgarni Kujawskiej byli literat i społecznik Zdzisław Walenty Arentowicz (1890-1956) oraz nauczyciel matematyki Stefan Brodzikowski (1892-1982), syn właściciela tutejszej restauracji Aleksandra Brodzikowskiego. W 1918 r. Arentowicz wykupił udziały Brodzikowskiego stając się wyłącznym właścicielem Księgarni. W latach 30. pod tym adresem zarejestrowały się firmy: Leokadii Zawadzkiej oferującej sprzedaż manufaktury (produktów wyrabianych ręcznie) i sklep bławatny Magazyn współczesny Jana Popiela.
W dobie PRL-u w kompleksie funkcjonowały placówki handlowe, sąsiadujące z mieszkaniami czynszowymi. W 1996 roku gmach Zajazdu Polskiego stał się pierwszą siedzibą nowo powstałej Włocławskiej Informacji Turystycznej (obecnie ma ona siedzibę w budynku Miejskiej Biblioteki Publicznej przy ul. Warszawskiej 11/13). Po remoncie z lat 2011–2015 część pomieszczeń wynajęto. Na rogu placu Wolności i 3 Maja otwarto cukiernię. Nie otworzono natomiast planowanych wówczas publicznych toalet od strony ul. 3 Maja.

## Galeria

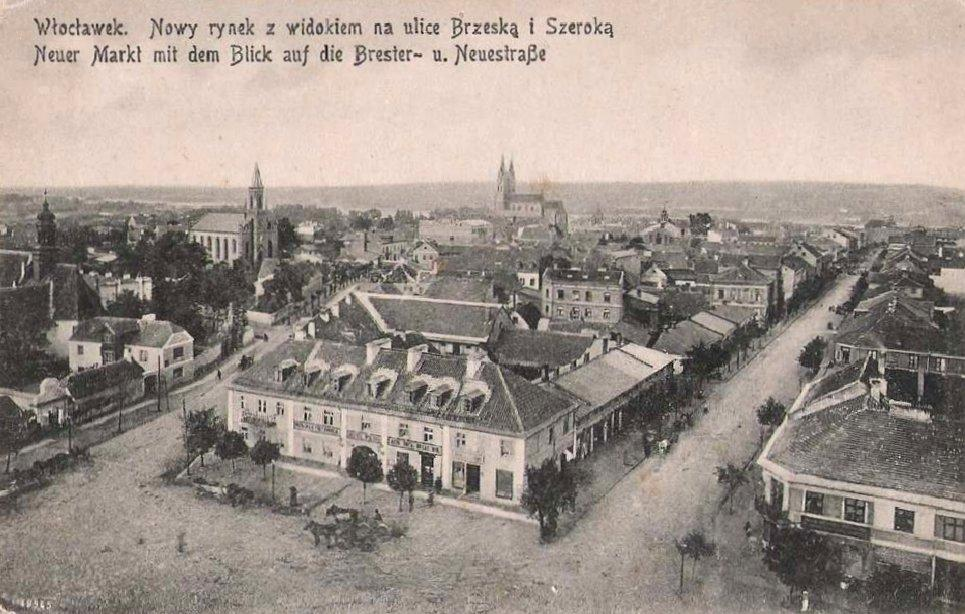
Hotel Polski w okresie I wojny światowej
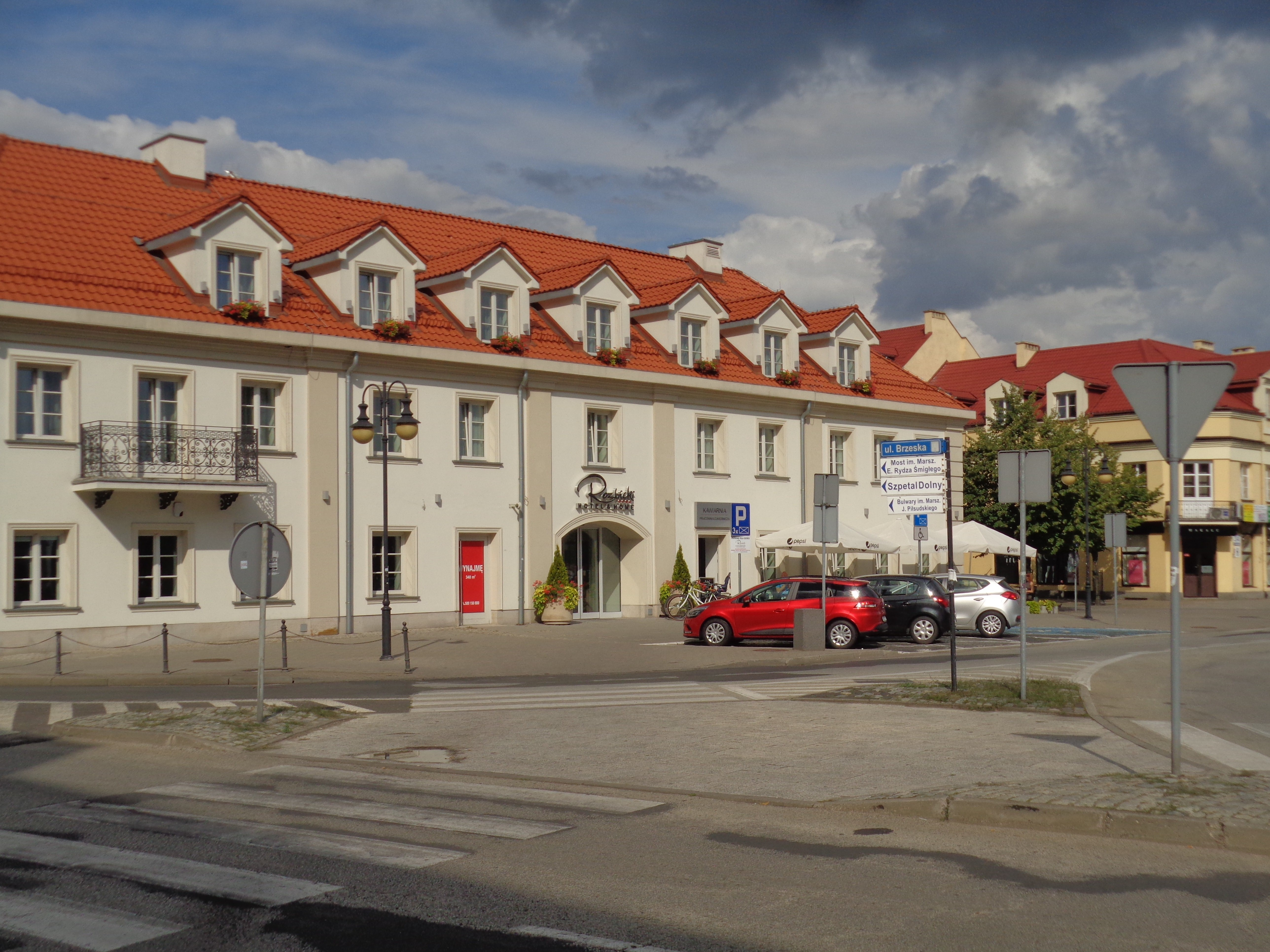
Gmach od strony placu Wolności
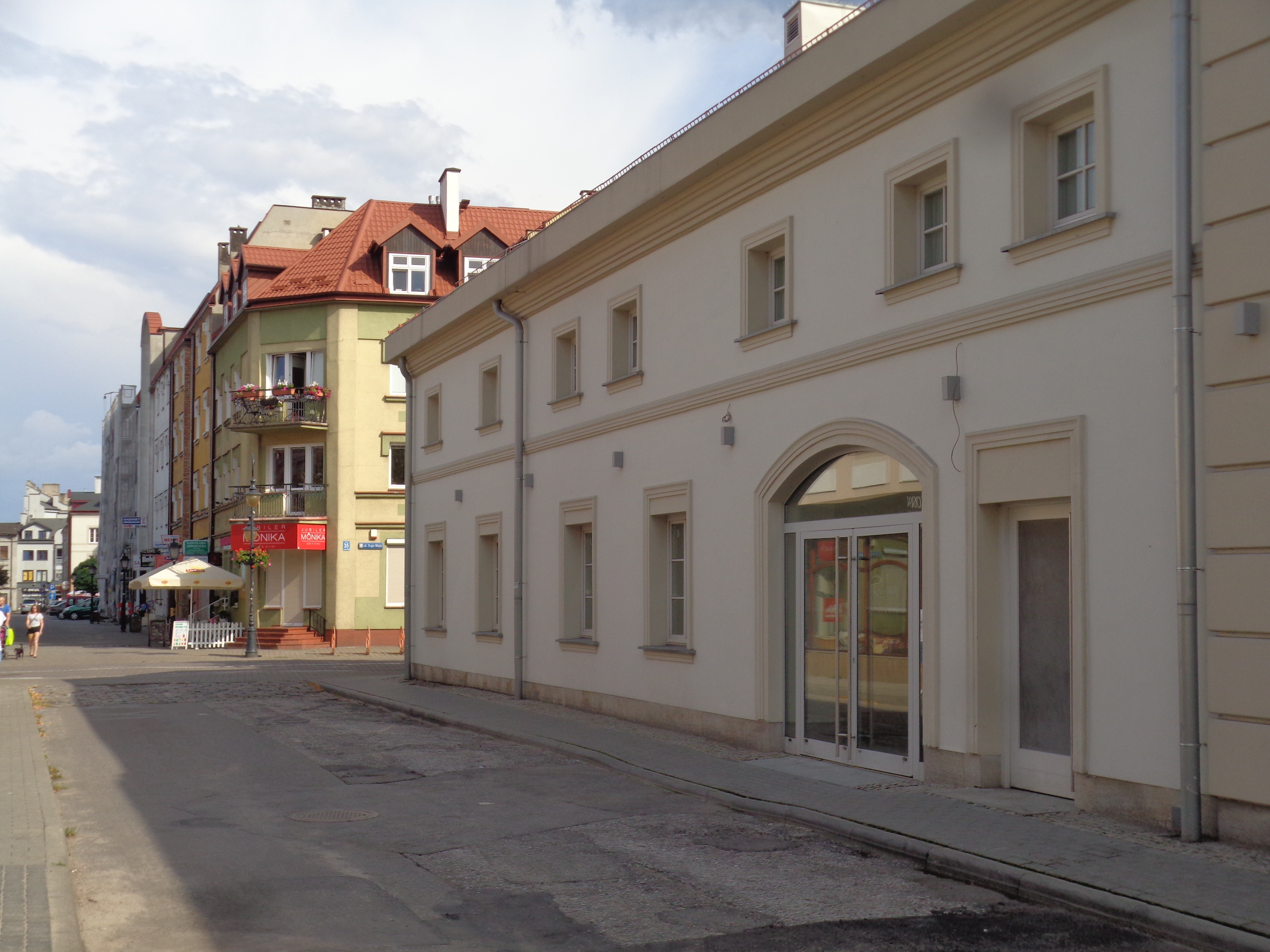
Dawna brama od strony ul. Przedmiejskiej
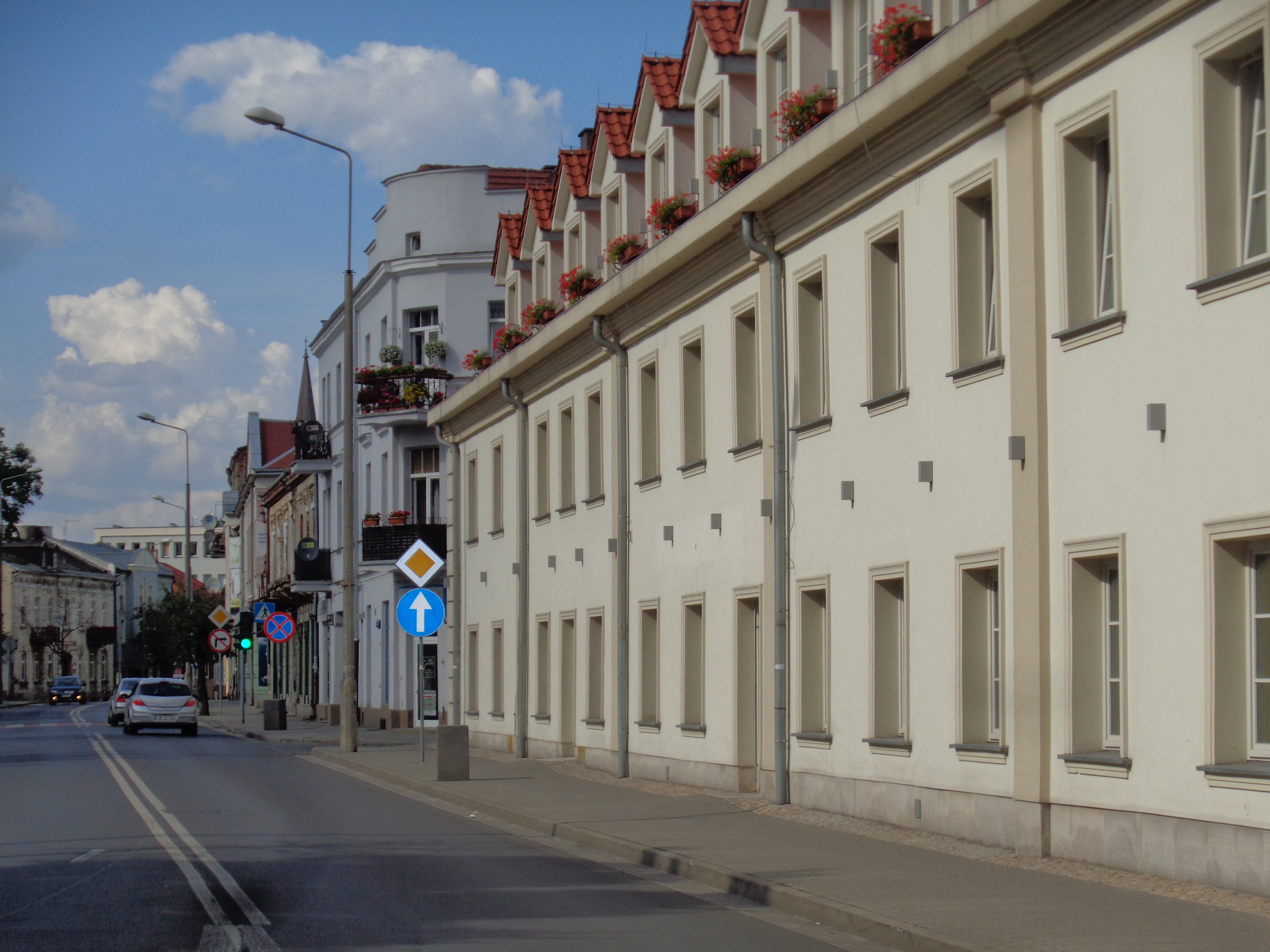
Gmach od strony ul. Brzeskiej
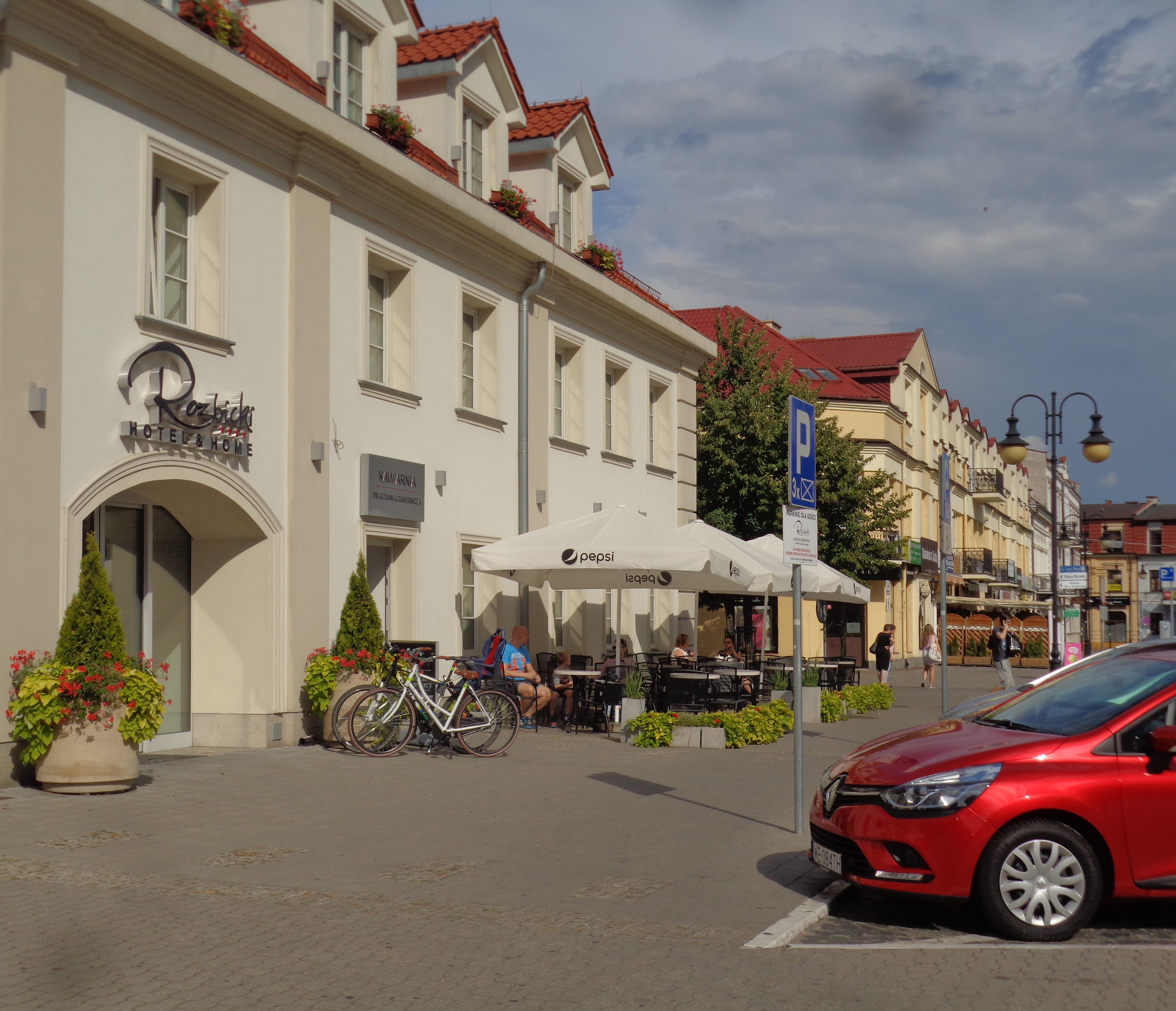
Hotel Rozbicki we Włocławku, widok z Placu Wolności
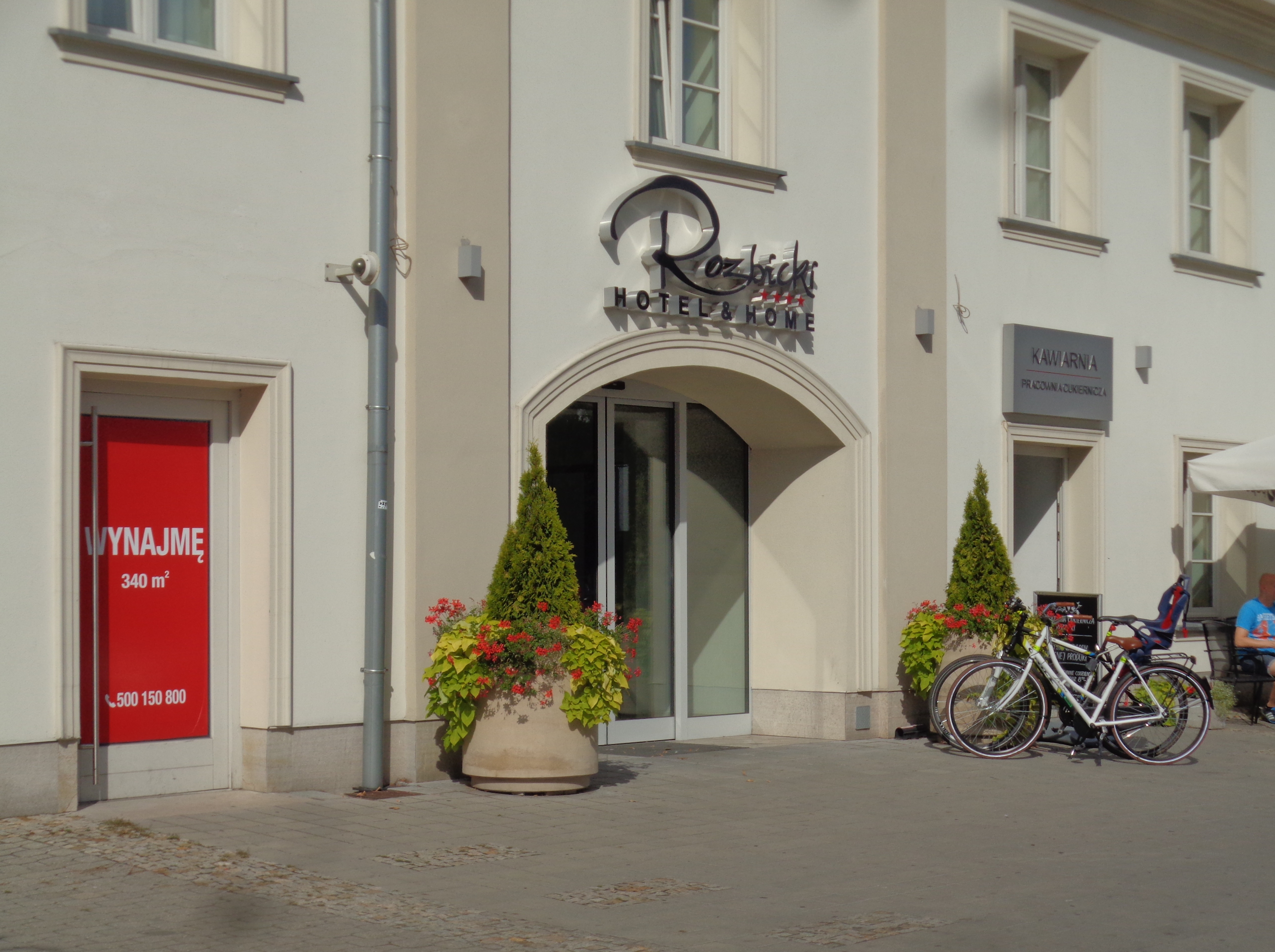
Wejście Hotelu Rozbicki we Włocławku
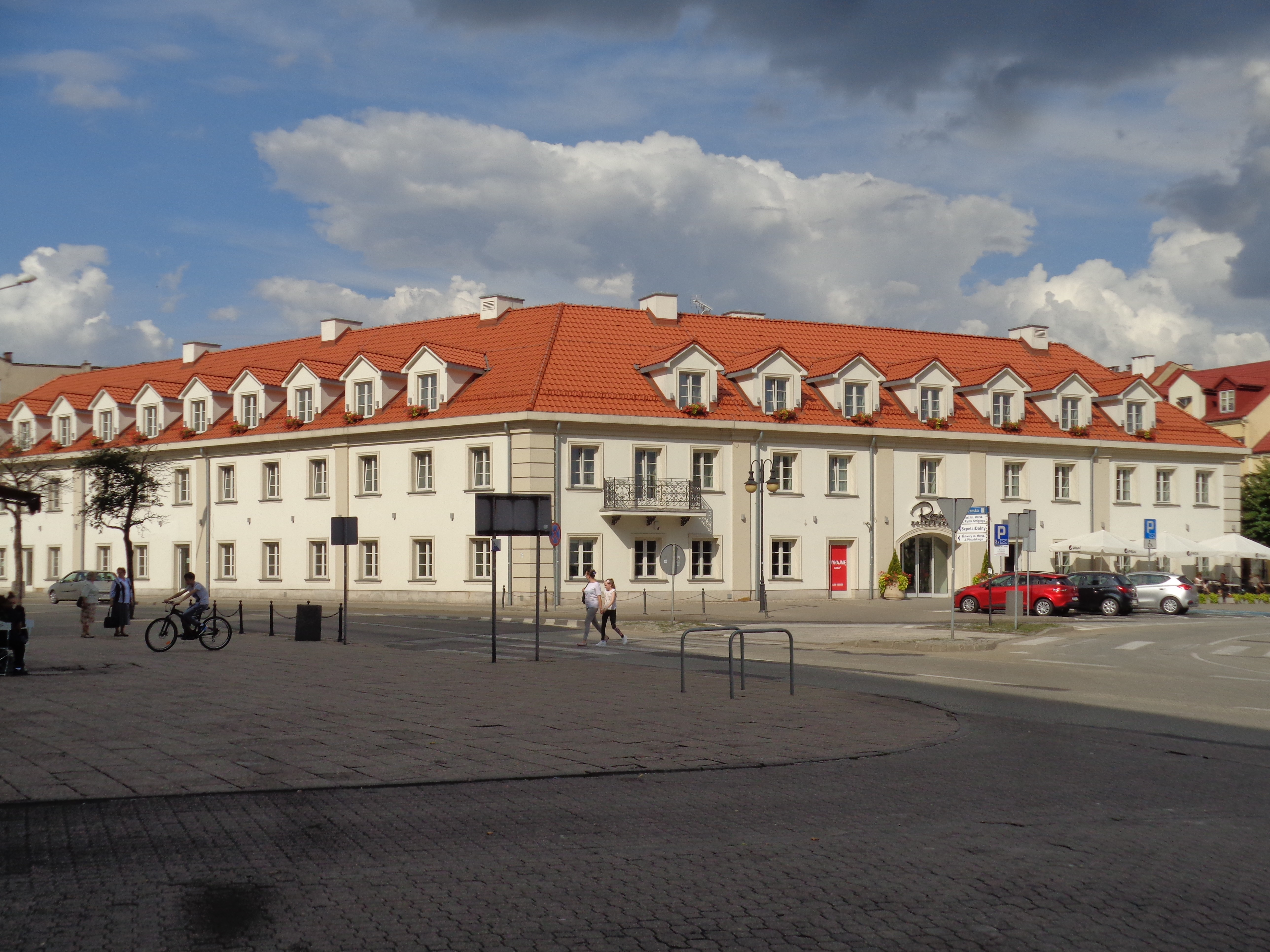
Hotel Rozbicki we Włocławku, widok na róg Placu Wolności i ulicy Brzeskiej